# 橫齒獸科
橫齒獸科（學名：Traversodontidae）是已滅絕合弓綱的一科，屬於獸孔目犬齒獸亞目的犬頜獸類。在1936年，Friedrich von Huene將發現於巴西的物種建立為橫齒獸科。

## 特徵
橫齒獸科是群草食性動物，大型犬齒後方的牙齒高度特化、寬度變寬，適合咀嚼植物。犬齒後方的牙齒緊密排列，齒冠互相接觸，牙齒寬度大於長度，有數個齒尖。由於犬齒後方的牙齒有許多特徵，常用來鑑定橫齒獸科。橫齒獸科的頭顱骨短，口鼻部的前端寬於中段。牙齒位於上下頜的內側深處，顯示在生前可能有肉質組織連接至上頜、下頜兩側。當橫齒獸科進食時，可將植物置於兩側的肉質頰部，使用後段牙齒咀嚼植物。
橫齒獸科的顱後骨骼較類似哺乳動物，而較不類似早期獸孔目動物。早期橫齒獸科的脊椎、肋骨連接方式堅固；而後期橫齒獸科失去這個特徵，例如Exaeretodon，比較類似哺乳動物。橫齒獸科可能是卵生動物，如同其他犬齒獸類、早期獸孔類動物。 

## 地理分布與古生態學
橫齒獸科的化石散佈於全球各地，主要在南方的岡瓦那大陸（非洲、南美洲），近年在北美洲、歐洲也有發現化石。橫齒獸科出現於三疊紀中期，在三疊紀晚期相當繁盛。在侏羅紀早期，橫齒獸科的數量減少、最後滅絕，原因可能是恐龍、三瘤齒獸科、哺乳動物的競爭。
許多橫齒獸科是大型犬齒獸類動物，晚三疊紀的某些歐洲橫齒獸類的體型非常小，例如:Maubeugia、Habayia。這些物種可能是因為島嶼環境隔離，而成為體形較小的侏儒物種。